# Sojuz TMA-08M
Sojuz TMA-08M je ruská kosmická loď řady Sojuz. Dne 28. března 2013 odstartovala z kosmodromu Bajkonur k Mezinárodní vesmírné stanici (ISS), kam dopravila tři členy Expedice 35. Byl to první pilotovaný let zkrácený ze dvoudenního na šestihodinový. Poté zůstala u ISS jako záchranná loď až do září 2013, kdy se s ní stejná trojice kosmonautů vrátila na Zem.

## Posádka
Hlavní:
- Pavel Vinogradov (3), velitel, RKK Eněrgija
- Alexandr Misurkin (1), palubní inženýr 1, Roskosmos (CPK)
- Christopher Cassidy (2), palubní inženýr 2, NASA

V závorkách je uveden dosavadní počet letů do vesmíru včetně této mise.
Záložní:
- Oleg Kotov, Roskosmos (CPK)
- Sergej Rjazanskij, Roskosmos (CPK)
- Michael Hopkins, NASA

## Průběh letu
Kosmická loď Souz TMA-08M nesená raketou Sojuz FG odstartovala z kosmodromu Bajkonur 28. března 2013 v 20:43 UTC. Se stanicí se spojila po šestihodinovém letu 29. března 2013 v 02:28:22 UTC. Od roku 1986 se Sojuzy na vesmírné stanice dostávaly dvoudenním letem. Zkrácení letu na šest hodin umožnila řada technologických zlepšení nosné rakety, v jejich důsledku lze Sojuz vyvést na oběžnou dráhu Země s vysokou přesností. Šestihodinová cesta ke stanici byla vyzkoušena při nepilotovaných zásobovacích letech Progress M-16M, M-17M a M-18M v srpnu 2012 – únoru 2013.
Let znamenal dva rekordní zápisy do historie, kromě kratší doby dosažení stanice ještě velitel Vinogradov oslavil v kosmu 60. narozeniny.
Po 166 dnech letu se 10. září 2013 ve 23:35 UTC se Vinogradov, Misurkin a Cassidy s lodí odpojili od stanice a v 02:28:22 UTC druhého dne přistáli v kazašské stepi u Džezkazganu; let trval 166 dní, 6 hodin a 15 minut.